# Державна метрологічна служба
Держа́вна метрологі́чна слу́жба організовує, провадить та координує діяльність, спрямовану на забезпечення єдності вимірювань у державі, а також здійснює державний метрологічний контроль і нагляд за додержанням нормативно-правових актів і нормативних документів з метрології.
До Державної метрологічної служби належать:
- спеціально уповноважений центральний орган виконавчої влади у сфері метрології;
- національний науковий метрологічний центр, що належить до сфери управління ЦОВМ (національний науковий метрологічний центр);
- державні наукові метрологічні центри, що належать до сфери управління ЦОВМ (державні наукові метрологічні центри);
- територіальні (регіональні) органи ЦОВМ в Автономній Республіці Крим, областях, містах Києві та Севастополі, містах обласного значення;
- державні служби:
- Державна служба єдиного часу і еталонних частот;
- Державна служба стандартних зразків складу та властивостей речовин і матеріалів;
- Державна служба стандартних довідкових даних про фізичні сталі та властивості речовин і матеріалів.